# Аннун
А́ннун (ср.-валл. Annwn, /ˈanʊn/), Аннувн (Annwfn), Аннуин (Annwyn, Annwuyn) — в валлийской мифологии потусторонний мир.

## Этимология
По мнению П. Симс-Уильямса, корнем слова «Аннун» является валл. dwfn ← кельт. *dumno- ← *dubno-, означающее «глубокий»; в ранние времена оно приобрело вторичный смысл «мир». Значение «мир» рассматривал как предпочтительное И. Уильямс; в качестве поддержки первого значения П. Симс-Уильямс приводит валл. anoddyn («бездна») ← an + *wo- («под») + dwfn.
Префикс в слове может происходить от формы, означающей «не», либо «в». Второй вариант, принятый И. Уильямсом, поддержан Р. Бромвич и Д. С. Эвансом. Тогда Аннун, который часто рассматривался как находящийся в или под землёй, значит «внутренний мир» или «потусторонний мир». В ином случае *an-dwfn — это «не-мир».
Это слово, вероятно, также засвидетельствовано в галльском языке в форме andounnabo («к духам подземного мира») на галло-греческой надписи из Коллиаса (Франция). Надпись была расположена в ритуальном месте у источника. Галльское написание лучше всего подходит для этимологии «не-мир». Это то, что противоположно миру, его другая сторона.
На праиндоевропейском уровне пракельт. *dumno/*dubno восходит к *dheubhno («тёмный, глубокий»); отсюда же — русское «дно». В то время как этот корень в кельтских языках ассоциируется с нижним миром (но ср. ирл. domuin — «мир»), название мира людей связано с пракельт. albiiū («светлый», «средний мир»). Производными являются, например, Альбион — древнее название Британии или валлийское elfydd («мир»). Строка в поэме из «Книги Талиесина» гласит: «В Аннувн, [что] ниже мира (elfydd), в воздухе, [что] выше мира (elfydd)».

## Описание

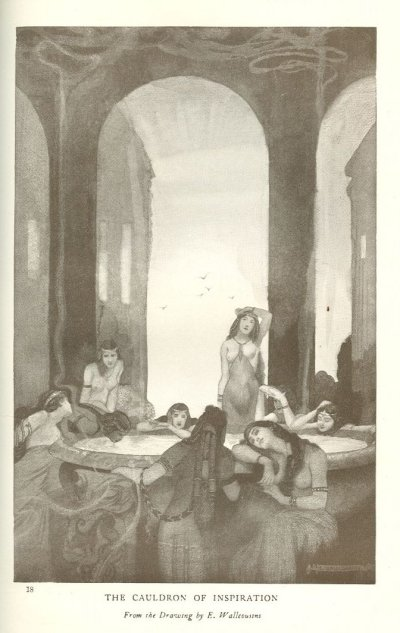
«Моя песня была спета о котле,
который зажгли дыханием девять дев»

Традиция часто помещает Аннун под землю, но порой он расположен за морем или, иногда, под морем. В ранневаллийской поэме «Добычи Аннувна» (Preiddeu Annwfn) описан поход Артура для освобождения пленника Гвайра из крепости Каэр Сиди (ср. с освобождением Мабона в «Килухе и Олвен») и захвата волшебного котла Главы Аннуна. Поэма очень сложна для перевода и интерпретации, но можно заключить, что Аннун или вход в него расположен на острове, поскольку Артур и его воины плывут на корабле Придвен.
Путешествие в Аннун и встреча с его правителем Арауном описаны в первой ветви Мабиноги — «Пуйлл, король Диведа».
Под влиянием христианства Аннун стал рассматриваться как синоним ада. Например, в сказании о Килухе и Олвен слово uffern («ад», от лат. infernum) явно обозначает языческий потусторонний мир, а пассаж о демонах Аннуна (dieuyl Annwuyn), к которым причастен Гвин ап Нудд, указывает на признание автором или редактором сказания его принадлежности к зловещей и запретной мифологии. В Buchedd Collen («Житие святого Коллена») Гвин, называемый королём Аннуна (Brenin Annwn), побеждён силой святого. В одном из текстов он назван brenin Annum a’r tylwyth teg, что позволяет предположить, что dieuyl Annwuyn из «Килуха и Олвен» являются синонимом Тилвит Тег (tylwyth teg), или фэйри.
В честь Аннуна названа область на спутнике Юпитера Европе.